# АНТ-30
АНТ-30 (також СК-1 від рос. сухопутный крейсер) — радянський проєкт розвідувально-штурмового літака, створений КБ Туполєва у 1930-х роках.